# Michel Dejouhannet
Michel Dejouhannet (Châteauroux, Centro; 5 de julio de 1935-Le Poinçonnet, Centro; 11 de enero de 2019) fue un ciclista francés que fue profesional entre 1956 y 1965. Durante su carrera deportiva consiguió 24 victorias, entre las cuales destaca un triunfo de etapa en el Tour de Francia de 1959. Su lecho de muerte se desconoce.

## Palmarés
- 1957
  - Vencedor de una etapa del Critèrium del Dauphiné Libéré
- 1958
  - 1º en Puteaux
  - 1º en el Gran Premio de la Liberación a Guéret
  - 1º en Uzerche
  - 1º en Montmorillon
  - 1º en La Charité-sur-Loire
  - 1º en La Souterraine
  - Vencedor de una etapa en el Tour del Aude
  - Vencedor de una etapa al Circuito de Aquitania
- 1959
  - 1º en Mauriac
  - 1º en Sallanches
  - 1º en Puteaux
  - 1º en Saint-Macaire en Mauges
  - 1º en Vailly-sur-Sauldre
  - 1º en el Circuito del Indre
  - Vencedor de una etapa en el Tour de Francia
- 1960
  - 1º en Bain-de-Bretagne
  - 1º en Pléaux
  - 1º en el Gran Premio de Brigueil le Chantre
  - 1º en Brigueil-le-Chantre
  - Vencedor de una etapa en la París-Niza
- 1964
  - 1º en Brigueil-le-Chantre
  - 1º en el Gran Premio de Brigueil-le-Chantre
- 1965
  - 1º en el Boucles del Bajo Lemosín

### Resultados en el Tour de Francia
- 1959. Abandona (13.ª etapa). Vencedor de una etapa